# Dolno Novkovo
Dolno Novkovo (bulgariska: Долно Новково) är ett distrikt i Bulgarien.   Det ligger i kommunen Obsjtina Omurtag och regionen Tărgovisjte, i den östra delen av landet, 270 km öster om huvudstaden Sofia.